# Гилберт, Чед
Чед Эверетт Гилберт (англ. Chad Everett Gilbert, род. 9 марта 1981) — американский музыкант, наиболее известен как гитарист и бэк-вокалист американской поп-панк группы New Found Glory, экс-вокалист группы Shai Hulud и действующий вокалист стороннего проекта участников New Found Glory под названием The International Superheroes of Hardcore. Чед также известен своим сотрудничеством с группами A Day to Remember и H2O.

## Карьера
Гилберт начал свою карьеру в 14 лет как вокалист хардкор-группы Shai Hulud. В 1997 году Чед покинул коллектив и с друзьями основал New Found Glory, где является гитаристом и бэк-вокалистом. Чед использует гитару Gibson Les Paul. С 2008 года является вокалистом в The International Superheroes of Hardcore.

## Личная жизнь
В феврале 2007 года он женился на Шерри Дюпри из инди-рок группы Eisley. В декабре того же года пара развелась. Позже Дюпри обвинила его в измене, впрочем музыкант и сам не отрицал, что был ей неверен. В конце 2007 года Чед изменил своей жене с вокалисткой группы Paramore Хейли Уильямс, после чего развелся с Шерри, и официально объявил о том, что встречается с Уильямс. Дюпри, спустя пару месяцев после развода, стала встречаться с солистом группы Say Anything Максом Бемисом, а в 2009 году вышла за него замуж.
В 2009 и 2010 годах периодически возникали слухи то о помолвке Чеда и Хейли, то о беременности девушки, однако все они были опровергнуты музыкантами лично. 20 февраля 2016 года Чед и Хейли поженились.
1 июля 2017 года Хейли Уильямс сообщила, что они расстались, пробыв в браке 16 месяцев, а в целом в отношениях 9 лет.
22 ноября 2018 года, 25-летняя певица Лиза Симорелли, участница поп-группы Симорелли, состоящей из 6 родных сестер, объявила о своих отношениях с Чедом. 3 октября 2020 года пара поженилась, а 17 июля 2021 года у них родилась дочь, которую назвали Лили.
26 января 2010 года Гилберт сообщил что переносит операцию по удалению опухоли на щитовидной железе. Четыре дня спустя, Гилберт сообщил через Твиттер, что операция была успешной и ожидаемого рака у него не было обнаружено.
Чед является христианином.

## Дискография

### Shai Hulud
- 1997: A Profound Hatred of Man (EP)
- 1997: Hearts Once Nourished with Hope and Compassion
- 1998: The Fall of Every Man (Split EP)

### New Found Glory
- 1997: It’s All About The Girls (EP)
- 1999: Nothing Gold Can Stay
- 2000: From the Screen to Your Stereo (EP)
- 2000: New Found Glory
- 2002: Sticks and Stones
- 2004: Catalyst
- 2006: Coming Home
- 2007: From the Screen to Your Stereo Part II
- 2008: Hits
- 2008: Tip of the Iceberg (EP)
- 2009: Not Without a Fight
- 2011: Radiosurgery
- 2014: Resurrection

### International Superheroes of Hardcore
- 2008: Takin' it Ova!
- 2008: HPxHC (EP)

### Hazen Street
- 2004: Hazen Street

## Сотрудничество
- 2008: H2O — Nothing to Prove
- 2009: A Day to Remember — Homesick
- 2009: Fireworks — All I Have To Offer Is My Own Confusion
- 2010: The Dear & Departed — Chapters
- 2010: Terror — Keepers Of the Faith
- 2010: A Day to Remember — What Separates Me from You
- 2011: This Time Next Year — Drop Out of Life
- 2011: Trapped Under Ice — Big Kiss Goodnight